# Quefir de llet
El quefir és una beguda làctica fermentada produïda per la fermentació simbiòtica de la llet per bacteris làctics probiòtics i llevats, microorganismes continguts en una matriu d'exopolisacàrids i proteïnes anomenat grànul de quefir.
El Lactobacillus acidophilus és el bacteri i Saccharomyces kefir el llevat (fong unicel·lular) més habituals en el quefir, malgrat que varien segons les regions i cultures.
Tot i que prèviament es suggeria que el quefir es va estendre des del Caucas del Nord cap a Europa i altres regions, el 2024 es va trobar una ruta addicional de propagació del quefir des de Xinjiang cap a l'interior de l'Àsia Oriental.
És un aliment líquid, escumós i de consistència cremosa que es consumeix arreu del món tot. La seva composició nutritiva varia segons la composició de llet, la composició microbiològica dels grànuls utilitzats, la temperatura i/o el temps de fermentació i les condicions d'emmagatzematge del producte final, tot generant la combinació perfecta per ser un producte làctic amb una llarga llista de beneficis per la salut humana.

## Origen

### Etimologia
El mot “quefir” prové del turc “keif” que significa “sentir-se bé” o “ bona cara”, que és el que un sentia després de beure's el quefir. És també conegut a països europeus per una varietat de noms on s'inclouen képhir, kiaphur, kefyr, képher, knapon, kefer, kepi, kippi, kippe, etc.

### Origen de la beguda
El quefir és una beguda làctica viscosa els orígens de la qual antecedeixen a actes escrits. Es diu que és originari de les tribus de la regió del nord de les muntanyes del Caucas, una regió natural a l'est d'Europa i a l'oest d'Àsia, entre la mar Negra i la mar Caspi.
Durant moltes dècades, als habitants del Caucas se'ls atribueix un gran consum de productes làctics, sobretot de quefir. Històricament, el quefir era produït a casa a partir de grans i llet d'orígens variats, que s'introduïen en sacs de pell d'ovella o barrils de roure sota condicions incontrolades i fermentava de manera natural. L'origen dels grànuls de quefir és anterior a Crist; a les tribus del Caucas eren considerats part de la riquesa familiar i es passaven de generació en generació.
Hi ha una llegenda que explica que el profeta Mahoma va donar els grànuls originals de quefir als cristians ortodoxos que viuen en les tribus de les muntanyes del Caucas. Després de donar-los "el gran regal d'Alà" els va explicar el secret de producció del quefir. Des d'aquell moment, els habitants del Caucas vigilaven cautelosament els grànuls del profeta, ja que creien que si arribaven a mans equivocades perdrien els seus poders màgics i curatius i el secret de producció, a més, esdevindria públic. Per això, els grànuls anaven passant de generació en generació en forma de riquesa. Se sabia que els habitants d'aquella zona tenien una vida llarga d'uns 100 anys i en aquella època es pensava que aquest fet era degut al gran consum de quefir.
Tot i això, les "propietats màgiques" del quefir van ser oblidades durant dècades. No va ser fins al segle xix on van aparèixer els primers estudis de quefir que explicaven el seu ús reeixit pel tractament de la tuberculosis i altres malalties intestinals.
El quefir va obtenir popularitat durant la segona meitat del segle xix als països de l'Europa Central i de l'Est. A finals del mateix segle, també va aconseguir la popularitat en altres països dins la Unió Soviètica; que és on va començar a produir-se industrialment per primer colp.
En l'actualitat, la producció i comercialització de quefir s'ha estès a molts altres països com Rússia, Polònia, Noruega, Romania, Alemanya, República Txeca, Hongria i Turquia, i la seva importància està creixent gradualment. Aquest increment de producció en els últim anys és degut a diverses publicacions de nous informes i estudis que indiquen que pot tenir nombrosos profits per la salut humana.

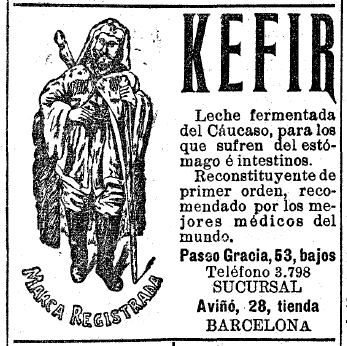
Anunci publicat a la Vanguardia el 7 de desembre del 1910, en el qual s'observa un personatge i un text explicatiu amb els avantatges terapèutics del quefir

### El quefir a Catalunya
El primer quefir de Catalunya va ser elaborat per Raimon Colomer Ribas a principis del segle XX en el seu establiment del Passeig de Gràcia de Barcelona. A Espanya la patent del quefir és de León Wurhaft  que va ser sol·licitada el 18 d'abril del 1903. Però se sap que el primer quefir va ser elaborat el 1r de gener del 1908 per Colomer, just l'any que la patent de Wurhaft havia caducat per falta de pagament.
No va ser fins al 1915 que es va enregistrar la marca de “Kefir Colomer”. El primer anunci del quefir trobat a Catalunya data del 7 de desembre del 1910, en el qual s'observa un personatge i un text explicatiu dels avantatges terapèutics del quefir.
Més endavant, cap al 1918, van sorgir nous productors de quefir, d'entre els quals destaca la Unión de Granjas Catalanas, la qual també era una gran empresa pionera en la fabricació del iogurt.
A finals dels anys 20, ja hi havia un nombre més gran d'empreses competidores en la fabricació d'aquest producte, les quals cercaven una millor oferta i diversificació del producte.

## Consum i tradicions
El quefir és el producte làctic fermentat més típic dels països eslaus: Rússia i altres regions de l'Europa de l'Est en major mesura. També es consumeix als països escandinaus, al sud-est asiàtic, a Amèrica del Nord, a Àfrica del Nord, al Japó i a l'orient mitjà. No obstant, la seva producció artesanal té lloc principalment a l'Argentina, Taiwan, Portugal, Turquia i França.

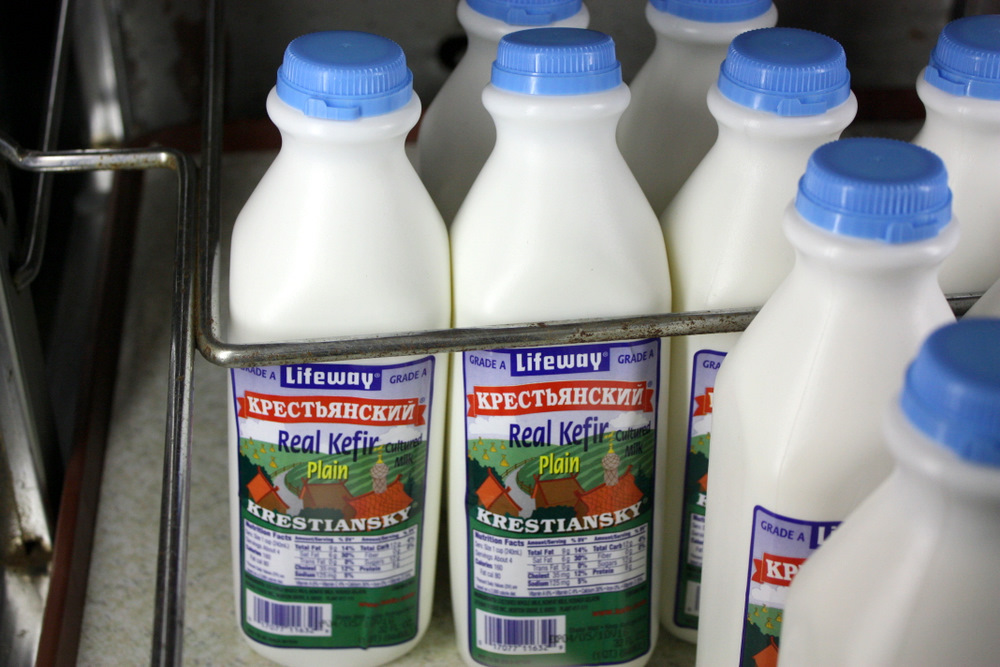
Venta de quefir de llet al supermercat

Existeixen dos tipus de quefir que tenen composicions diferents. Serien: 
- Quefir d'aigua: el medi emprat és l'aigua i el seu gust és cítric.
- Quefir de llet: el medi emprat és la llet i el seu gust és agri.

El quefir s'acostuma a prendre sol, però, per tal de reduir el seu gust agri característic, es poden afegir agents endolcidors, com són els sabors afruitats o els edulcorants.

## Conservació
Els grànuls de quefir que han de fermentar han de romandre sempre en un medi líquid i s'han de mantenir a una temperatura òptima de 15 a 30 °C.

### Composició
El quefir de llet conté vitamines, minerals i aminoàcids essencials que són aprofitats per l'organisme. No es pot saber la composició exacta perquè varia segons els grànuls de quefir utilitzats, el tipus de llet, els microorganismes que hi són presents, el procés de producció empleat… N'és un bon exemple el canvi proteic a mesura que es va fermentant la llet. En concret, incrementen els nivells d'alguns aminoàcids essencials (treonina, serina, alanina i lisina) i les proteïnes queden digerides parcialment.
En general, el grànuls contenen bacteris, llevats, polisacàrids i proteïnes. La seva composició química majoritària és la següent:
| Component | Quantitat (g/kg) |
| --------- | ---------------- |
| Aigua     | 890-900          |
| Lípids    | 2                |
| Proteïnes | 30               |
| Sucres    | 60               |
| Cendres   | 7                |

### Ingredients bioactius
Els ingredients bioactius són aquells que es troben de manera natural en el producte i aporten algun benefici, podent arribar a modular determinades funcions fisiològiques.

#### Carbohidrats
El quefiran és el principal exopolisacàrid que es forma en el quefir. És produït pels microorganismes que es troben en els grànuls de quefir; concretament lactobacils homofermentatius (Lactobacillus kefiranofaciens i Lactobacillus kefir). Consisteix en un heteropolisacàrid extracel·lular constituït per D-glucosa i D-galactosa; de manera que quan es troben en condicions equimolars aporten viscositat i estabilitat. A més a més, a part d'afectar les característiques físiques també té activitat immunomoduladora, antimutagènica, antial·lèrgica, antitumoral, etc., i actua com a probiòtic.

#### Pèptids
Els microorganismes presents en els grànuls de quefir, i en companyia d'àcid làctic, també poden digerir enzimàticament les proteïnes de la llet. Aquesta digestió es pot dur a terme mitjançant endopeptidases o aminopeptidases; la més comuna és la de la caseïna. Com a resultat s'obtenen pèptids (fragments de proteïnes) que ara són bioactius perquè la proteòlisi els ha activat (abans eren inactius). Els pèptids bioactius tenen activitat antimicrobiana, antihipertensiva, immunomoduladora, ajuden a l'absorció del calci, etc.

### Microbiologia

#### Grànuls de quefir
Els grànuls de quefir tenen una morfologia variable, irregular i gelatinosa de color blanquinós. Aquests grànuls es componen de diversos microorganismes que s'encarregaran de fermentar la llet. Són una massa gelatinosa de bacteris, llevats, polisacàrids i altres productes fruits del metabolisme bacterià, juntament amb proteïnes de la llet quallada.
La composició microbiana dels grànus de quefir és d'una gran complexitat; ha estat estudiada per mètodes de microbiologia clàssica i per microscòpia electrònica. La part perifèrica del grànul de quefir està composta per bacteris que hi predominen formant biofilms complexos i empaquetats com ara lactococsi, mentre que a l'interior hi trobem llevats de manera més desestructurada. Aquests estudis mostren que hi predominen bacteris de l’àcid làctic i de l'àcid acètic, així com diverses espècies de llevats i fongs.
La major part d'aquestes espècies es poden classificar en 4 grups. D'una banda, trobem bacteris fermentadors homolàctics i heterolàctics, i de l'altra, llevats assimiladors de lactosa i no assimiladors de lactosa.
Pel que fa als bacteris de l'àcid làctic, aquests representen entre un 65 i un 70% de la població microbiana dels grànuls de quefir. Les espècies predominants que s'han descrit són Lactobacillus paracasei ssp. paracasei, Lactobacillus acidophilus, Lactobacillus delbrueckii ssp. bulgaricus, Lactobacillus plantarum, i L. kefiranofaciens. Tot i això, aquestes espècies acaben representant tan sols el 20% de la beguda final, mentre que el 80% restant correspon bàsicament a Lactobacillus kefiri.
Més enllà dels lactobacils, també s'ha aconseguit aïllar dels grànuls de quefir algunes espècies bacterianes de l'àcid acètic, concretament Acetobacter aceti i A. rasens. Aquestes, però, representen una part minoritària del conjunt de la microbiota bacteriana.
Amb relació a la presència de llevats als grànuls de quefir, se n'han arribat a descriure més de 23 espècies diferents, essent Saccharomyces cerevisiae, S. unisporus, Candida kefyr i Kluyveromyces marxianus ssp. marxianus les més abundants. La resta de presència fúngica detectada queda reduïda, per ara, a l'espècie Geotrichum candidum.

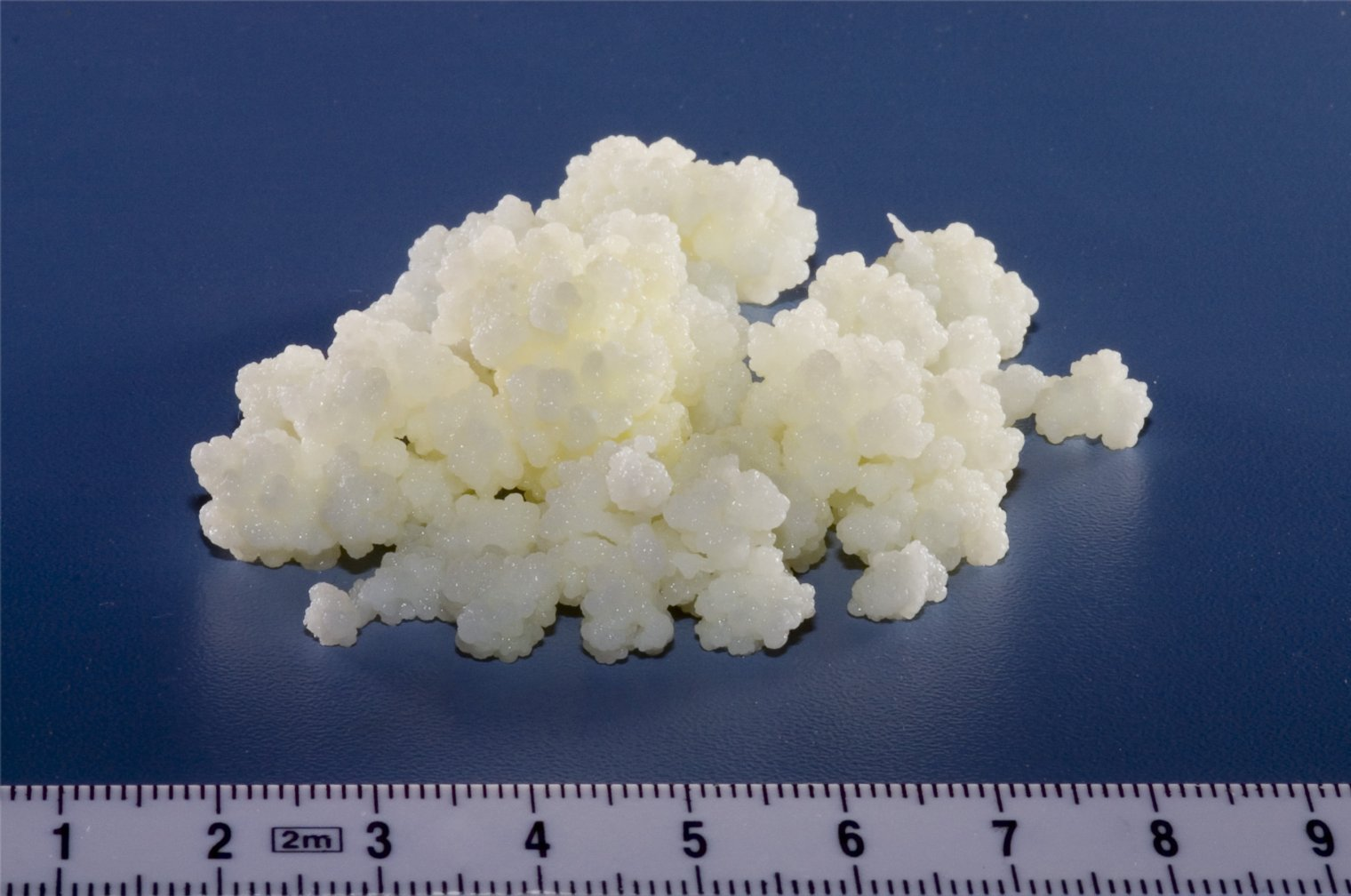
Grànuls de quefir

Els grànuls de quefir son un component clau, ja que permeten la fermentació, gràcies a la creació de petits clústers de microorganismes retinguts tots junts que permeten formar una matriu de polisacàrids anomenada quefiran. Es tracta d'una matriu de glucogalactan hidrosoluble produïda majoritàriament per Lactobacillus kefiranofaciens. Aquests bacteris han demostrat ser capaços de produir el quefiran sota diferents condicions de creixement; ja sigui en un medi d'arròs hidrolisat or en un medi més complex com el PYG10. Amb tot, s'ha vist que les taxes de creixement cel·lular i de producció augmenten quan es fa créixer L. kefiranofaciens en un cultiu mixt amb Saccharomyces cerevisiae, així com en condicions de cultiu que mimetitzen l'acció dels llevats. Això el que demostra és la importància de la simbiosi entre bacteris i llevats en la producció de quefir. Aquesta simbiosi permet que es mantinguin els grànuls de quefir de manera uniforme en el temps encara que canvïin les condicions.

#### Quefir de llet
Un cop s'obté el quefir de llet, la composició microbiana varia respecte el grànul de quefir. La composició microbiana del quefir depèn més concretament del processament d'aquest, la seva incubació i de les matèries primeres que s'han fet servir. S'ha estimat que el quefir pot contenir fins a 300 espècies microbianes diferents. Pel que fa als bacteris, podem trobar entre 6,4·104 cfu/g fins a 8,5·108 cfu/g. Alhora, els llevats varien entre 1,5·10⁵ i 3,7·108 cfu/g.
Si es fan 24h de fermentació, s'obté la següent composició:
| Microorganisme            | CFU/mL |
| ------------------------- | ------ |
| Lactobacillus             | 108    |
| Lactococcus               | 10⁵    |
| Llevats                   | 10⁶    |
| Bacteris de l'àcid làctic | 10⁶    |

## Producció
El quefir de llet és el producte que s'obté quan es dona una doble fermentació de la llet, làctica i alcohòlica.
- Fermentació làctica: és la fermentació pròpia de la llet. Els bacteris transformen anaeròbicament la lactosa en àcid làctic, donant l'energia necessària per a la seva supervivència. Cal destacar que la fermentació és heterolàctica, doncs la microbiota és molt variada.[28]
- Fermentació alcohòlica: els llevats generen com a subproductes de la fermentació de la albúmina i caseïna: diòxid de carboni, etanol, diacetilè i acetaldehid.[29]

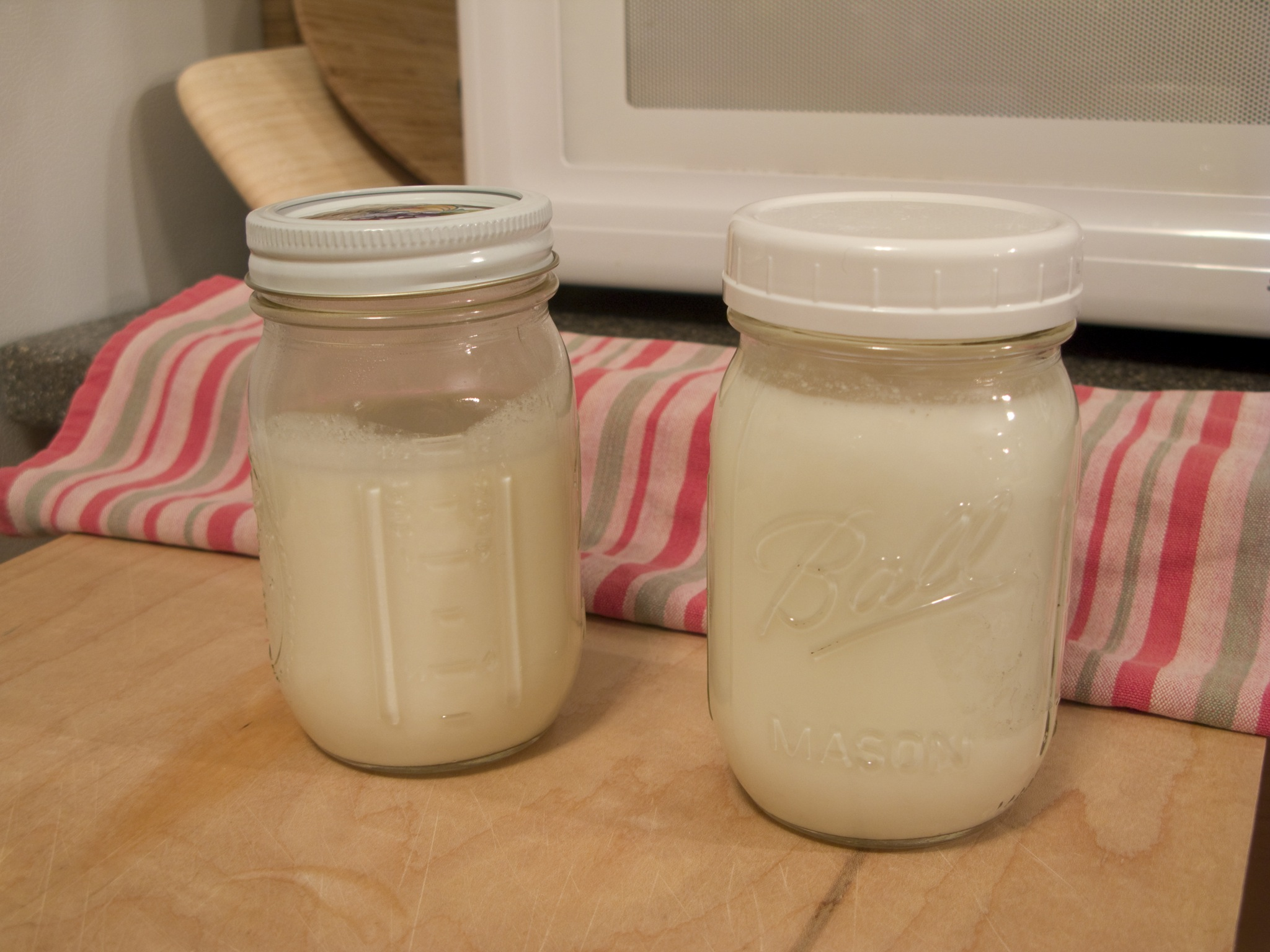
Llet i quefir reposant en un pot de vidre tancat hermèticament

En el cas del iogurt, es tracta d'un producte sòlid perquè només ha patit una fermentació làctica (la caseïna no s'ha vist afectada). En canvi, el quefir és més líquid perquè la caseïna s'ha solubilitzat.
És important no confondre el quefir amb el kumis, tot i que els dos siguin resultat d'una fermentació alcohòlica i de l'àcid làctic de la llet, perquè el kumis es prepara amb llet d'eugues. Com que aquesta llet conté més lactosa, un disacàrid present de manera natural a la llet, la concentració final de sucres i d'alcohol en el producte serà superior. A més, en el kumis no es forma cap grànul inicial.

### Producció tradicional
L'elaboració del quefir pot ser tradicional o industrial, segons els grànuls de quefir inicials i la composició microbiològica.

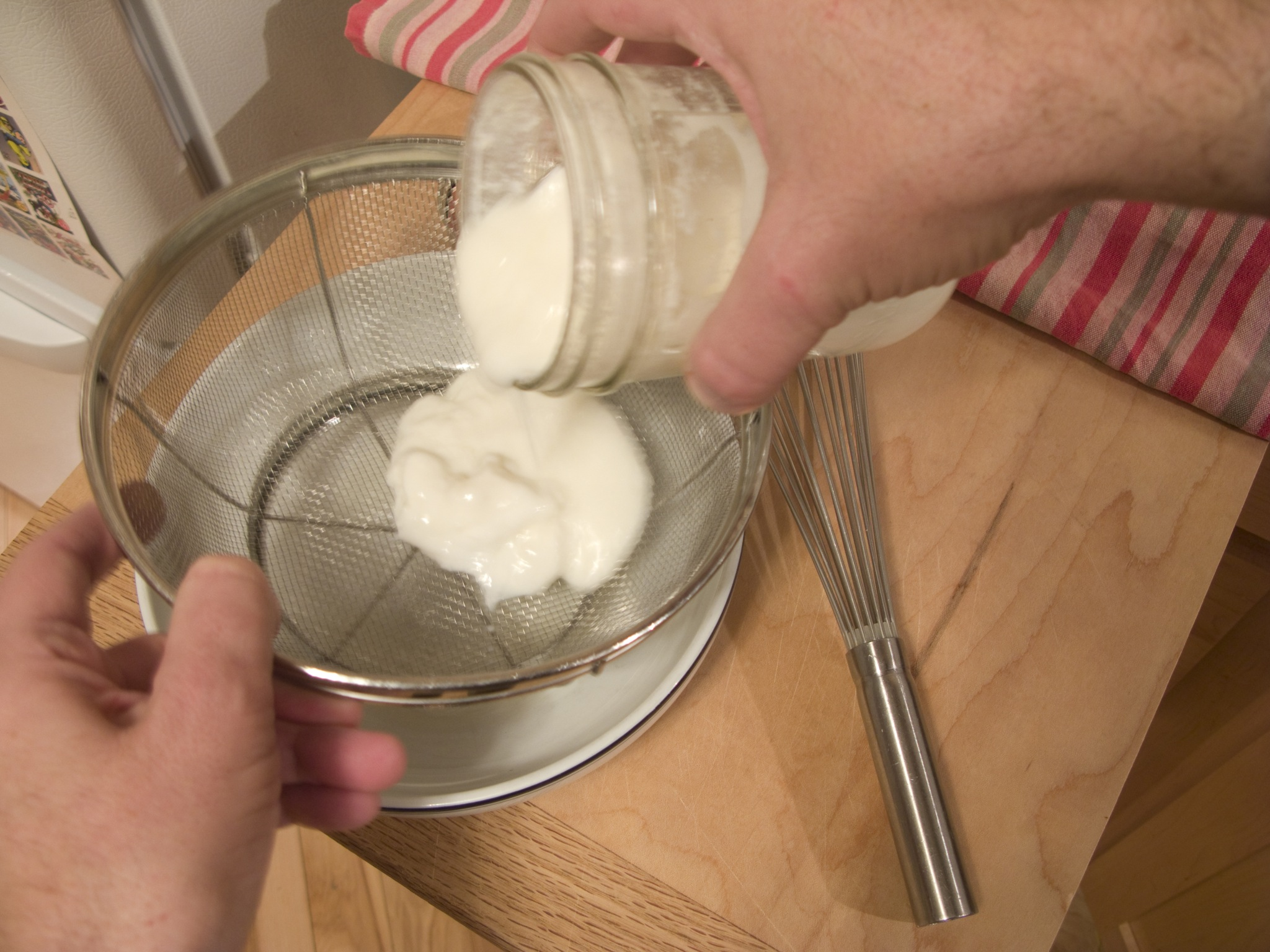
Filtratge del quefir

La llet que més s'utilitza per fer quefir en la producció tradicional és la que prové de la vaca, pel seu alt contingut en greixos. Respecte al tipus de llet pot estar prèviament pasteuritzada (preferible), tractada a temperatures ultra altes (UHT) o crua. Així mateix, es pot fer servir llet de cabra o d'ovella.
El procediment consisteix en deixar reposar la llet amb els grànuls de quefir en un recipient net, durant 24 hores aproximadament (temps que triguen els microorganismes en fer la fermentació làctica) i a temperatura ambient. Posteriorment, es filtra la llet per tal que en el filtrat quedin els grànuls de quefir i es puguin recuperar. Es deixarà incubar la llet per potenciar la fermentació alcohòlica i ja estarà llesta per al seu consum.
Tanmateix, els grànuls es podran reutilitzar indefinidament si volem repetir el procés, sempre que els donem la font d'aliment (la llet).

### Producció industrial
Existeixen diversos mètodes descrits per a la producció de quefir a nivell industrial, podent-los classificar en dos grànuls tipus en funció de la font de microorganismes que utilitzen per a la fermentació. D'una banda, existeix el mètode rus, que utilitza grànuls de quefir; i de l'altra, un mètode alternatiu basat en l'ús de cultius purs (aïllats directament del grànul de quefir o bé cultius comercials).

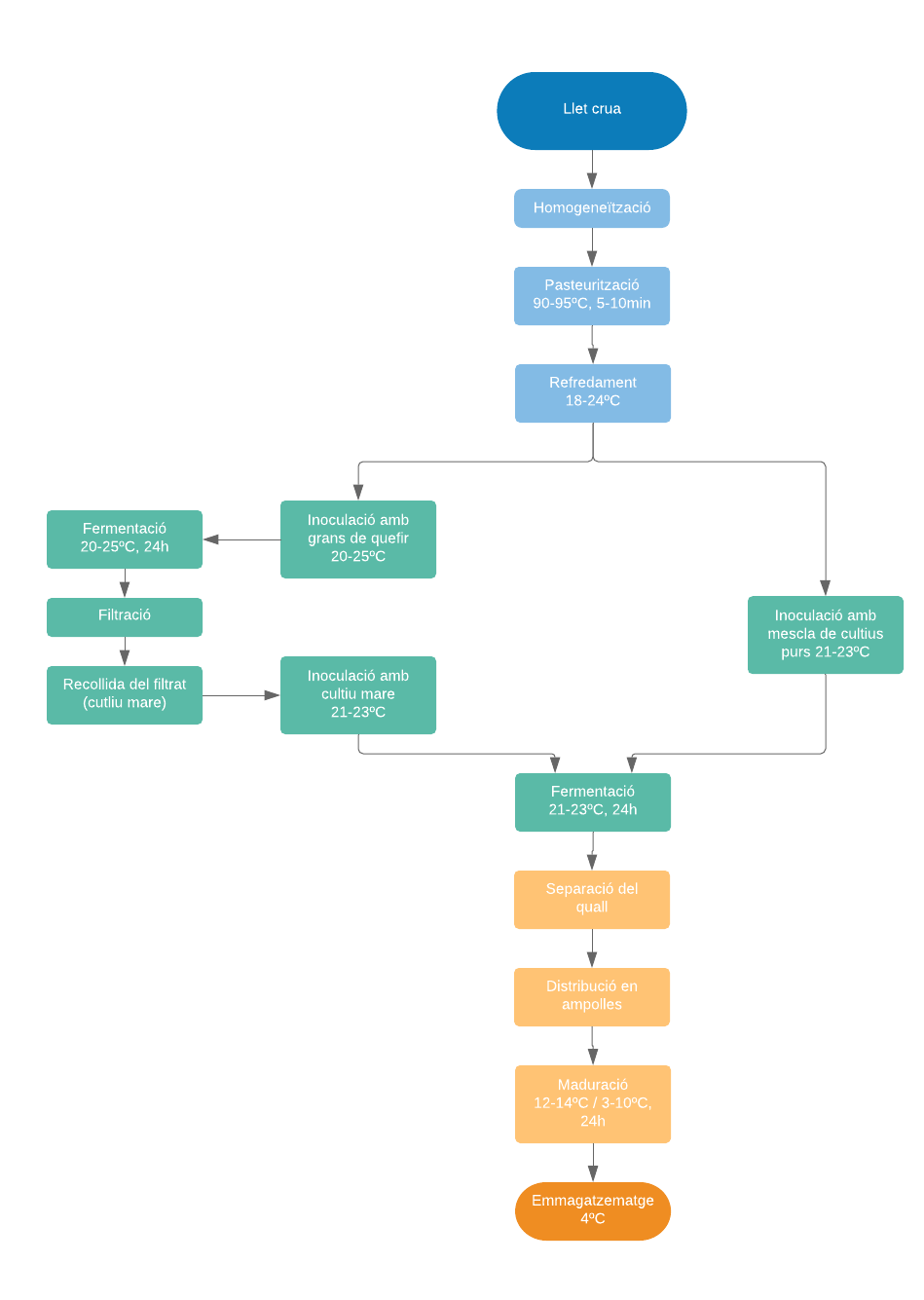
Figura esquemàtica del procés de producció industrial del quefir de llet

Abans del propi procés de fermentació, però, cal una etapa prèvia de pasteurització de la llet que és comuna per als dos mètodes. El primer pas consisteix en homogeneïtzar la llet al 8% de matèria seca. Tot seguit, s'aplica un tractament tèrmic a 90-95 °C durant un temps d'entre 5 i 10 minuts (pasteurització). Finalment, es deixa refredar a temperatura ambient (18-24 °C). En aquest moment, la llet ja es troba llesta per a la inoculació, la qual dependrà del tipus de mètode emprat.
Pel que fa a l'anomenat mètode rus, aquest es basa en un procés de fermentacions en sèrie. En primer lloc, es duu a terme una fermentació a l'estil tradicional, tot deixant la llet en contacte amb un 2-10% de grànuls de quefir durant 24 hores a 20-25 °C. A continuació, es fa passar el producte que s'obté d'aquesta primera fermentació a través d'un tamís de filtració. Aleshores es recull el filtrat, que servirà com a cultiu mare per tal d'inocular llet de nou. Els grànuls de quefir queden retinguts al filtre; per tant, l'inòcul ara no en conté. S'afegeix un 2-3% d'aquest cultiu mare a la llet pasteuritzada i es posa en marxa una segona fermentació. De vegades, els grànuls de quefir poden passar per un procés previ de liofilització, en el qual se’ls redueix la humitat. En aquest cas, per a l'obtenció del cultiu mare cal afegir 1g de grànuls de quefir per cada 3L de llet inoculada.
El dinamisme i la complexitat de la flora microbiana del grànul de quefir fan que el “mètode rus” sigui poc adequat per obtenir un producte estable i uniforme. En aquest sentit, s'han desenvolupat diferents estratègies basades en la mescla de cultius purs que intenten reproduir el perfil microbiològic del grànul de quefir, però de forma més robusta. D'aquesta manera, s'aconsegueix reduir la variabilitat entre lots i obtenir un producte final molt més comercial. S'han descrit múltiples combinacions d'espècies de bacteris i llevats capaces de fermentar la llet en quefir, però totes contenen almenys bacteris de l'àcid làctic (Lactobacillus, Lactococcus, Streptococcus, etc.) i algun llevat probiòtic del gènere Saccharomyces. Dels diferents cultius, alguns es poden aïllar a partir del propi grànul de quefir, mentre que d'altres son cultius comercials. A continuació es mostren alguns exemples destacats de mescles amb la capacitat demostrada de produir quefir:
- S'aïllen directament del grànul de quefir els bacteris Lactobacillus helveticus i Lactococcus lactis lactis i el llevat Saccharomyces cerevisiae i es combinen amb soques de Lactobacillus delbrueckii bulgaricus i Streptococcus thermophilus (tots dos coneguts com a bacteris del iogurt). El llevat s'introdueix conjuntament amb sacarosa com a substrat, i es pot afegir des de l'inici o bé després de la fermentació làctica. En qualsevol cas, el quefir que s'obté com a producte final conté unes propietats químiques, organolèptiques i microbiològiques (gran viabilitat de lactobacils i cocs) molt semblants a les del quefir tradicional.[38]
- Un altre exemple n'és la mescla de cultius purs de Streptococcus lactis, Lactobacillus plantarum, Streptococcus cremoris, Lactobacillus casei, Streptococcus diacetylactis, Leuconostoc cremoris i Saccharomyces florentinus, que s'utilitza per a produir quefir comercial als Estats Units.[39]

Bé sigui mitjançant el “mètode rus” o a partir de mescles de cultius microbians purs, la llet es deixa fermentar amb l'inòcul durant 24 hores a 21-23 °C. Dins d'aquest període succeeixen diversos esdeveniments. En primer lloc, es produeix un ràpid creixement dels bacteris homolàctics (lactobacils, entre d'altres) i els heterolàctics (estreptococs), causant una caiguda inicial del pH. El pH àcid afavoreix el creixement dels lactobacils però inhibeix, per contra, el dels estreptococs. La presència de llevat probiòtic, així com l'interval de temperatures de fermentació, permeten precisament recuperar el creixement d'aquests bacteris heterolàctics en un moment donat, la qual cosa interessa per tal de no perdre les aromes característiques que produeixen. Finalment, a mesura que avança el procés de fermentació, l'ambient afavoreix el creixement dels bacteris de l'àcid làctic per sobre dels bacteris de l'àcid acètic i dels llevats.
Passades les 24 hores de fermentació, se separa el quall per bombeig i es distribueix en ampolles. Tot i això, el producte no està llest encara, ja que requereix d'una última etapa de maduració a temperatura variable segons el fabricant (d'entre 12 i 14 °C o entre 3 i 10 °C) que durarà 24 hores més. La maduració implica que es dugui a terme el creixement de la flora microbiana del quefir, permetent l'adquisició del seu gust i olor característics. Finalment, les ampolles plenes de quefir madur s'emmagatzemen a 4 °C, a l'espera de ser posades al mercat.

### Factors que condicionen la producció
Per tal que el quefir tingui les condicions finals desitjades en la producció pel que fa les propietats organolèptiques, la composició química i microbiològica adequada, s'han de tenir en compte diversos factors:
- Matèries primeres: el tipus de llet, la quantitat de greixos, l'origen de l'inòcul, així com la seva forma i quantitat
- Procés de fermentació: regulat pels factors de la temperatura, temps de fermentació, eliminació dels grànuls de quefir i també el temps de maduració (alhora amb un temps i temperatura determinats).
- Producte final: tot considerant l'addició de saber i el temps de conservació emmagatzemat.

## Beneficis i aplicacions
El quefir de llet té múltiples beneficis, la majoria dels quals generen un impacte en la salut humana. S'han fet molts estudis però, tot i així, és difícil contrastar els resultats degut a la variabilitat en la composició del quefir depenent de diversos factors com ara el tips de llet, l'origen del grànul de quefir i les condicions de creixement. Els diferents productes generats durant la fermentació provoquen un efecte tant per separat com en conjunt en l'organisme.
Per començar, el quefir té un efecte antimicrobià donada la seva composició microbiològica. Això genera competència pels nutrients disponibles amb els microorganismes ja existents en la microbiota intestinal. Sovint la producció d'àcids orgànics, peròxid d'hidrogen, acetaldehid, etanol, diacetil, diòxid de carboni i pèptids com bacteriocines generats en la fermentació són els que tenen un paper clau.
L'efecte bactericida generat és més efectiu en bacteris gram positius tot i que també s'ha vist en gram negatius. Diversos estudis ho han provat en Salmonella, Shigel·la, Staphylococcus, Helicoacter pylori, Escherichia coli, Enterobacter aerogenes, Proteus vulgaris, Bacillus subtilis, Microcosccus luteus, Listeria monocytogenes, Streptococcus pyogenes i Candida albicans. Per exemple, s'ha trobat que en el cas de la Salmonella enterica s'inhibeix la seva adhesió i, per tant, invasió. Clostriudium i enterobacteris es veuen reduïts en les femtes mentre augmenta la quantitat de bacteris Lactobacillus en la mucosa intestinal.
Aquest fet resulta molt interessant i aplicable per a la prevenció de malalties infeccioses i el desenvolupament de tumors. Alhora, alguns dels productes de la fermentació tenen un efecte antifúngic. Els àcids orgànics, per exemple, modifiquen l'aflatoxina B1 dels fongs convertint-la en una forma menys tòxica. Aquesta forma modificada tindria usos aplicables en l'alimentació per a la conservació de productes, protegint de l'enverinament.
Els dos efectes es perden quan es liofilitza el quefir i es reconstitueix amb aigua destil·lada o llet.
Pel que fa als grànuls de quefir, aquests contenen β-galactosidasa, un enzim capaç de reduir el contingut de lactosa. Així, quan es fermenta la llet, obtenim el quefir amb un 30% menys de lactosa que un iogurt normal. El consum de quefir, per tant, seria adequat per a persones amb intolerància a la lactosa mentre que alhora ajudaria en la digestió de la lactosa restant gràcies a un buidat gàstric retardat per la fermentació.
Aïllant dels grànuls de quefir Lactobacillus plantarum MA2, es va comprovar que hi havia una reducció dels nivells de colesterol circulant (LDL i TAG) pel consum de quefir observat en l'augment d'excreció fecal tant de LDL com TAG. En altres estudis, amb altres soques dels bacteris de l'àcid làctic i llevats, es confirma que dietes suplementades amb quefir de llet, es redueix el LDL tant en rates com en humans. L'efecte hipocolosterolaèmic es deu als bacteris que, en incorporar el colesterol, inhibeixen l'absorció de colesterol exogen a l'intestí reduint un 33% de mitjana en una fermentació de 24 hores. A més, en part es veu causat per una menor secreció d'àcid biliar però mai per una inhibició completa de la biosíntesi de colesterol. En pacients diabètics no es veu el mateix efecte i en cap dels dos casos, disminueix el nivell d'HDL. Hi ha estudis amb resultats contradictoris degut a la no estandardització de la composició del quefir.
La millora de la microbiota intestinal per part del quefir redueix la permeabilitat de l'intestí degut a la colonització d'aquests bacteris. Disminueix l'estrès oxidatiu i la inflamació degut a l'efecte probiòtic com també la quantitat de bacteris gram negatius i LPS. Aquest últim milloraria la funció dels receptors d'insulina, controlant els nivells de glucosa plasmàtica i faria el quefir apte per a diabètics. La inflamació, així com el sistema immunitari, es veuen modulats pels productes de la fermentació com l'àcid acètic, ja que s'activen macròfags, s'augmenta la fagocitosi desencadenant una major resposta immunitària. Tot plegat, protegeix contra infeccions, patògens intracel·lulars i té un efecte curatiu tant en cremades com ferides.
L'enzim ACE es inhibit pels pèptids de la caseïna produïts en la fermentació del quefir. Aquest converteix l'angiotensina, però si esta inhibit no hi ha producció d'aldosterona que incrementa la pressió sanguínia creant un efecte antihipertensiu.
El quefir, estimulant enzims, uneix radicals lliures evitant danyar el DNA. Per això, té un efecte antioxidant i anticancerós. S'inhibeix la proliferació en alguna fase del cicle cel·lular o bé s'indueix l'apoptosi de cèl·lules canceroses a través de diferents mecanismes d'acció. Hi ha diverses hipòtesis però es creu que disminuiria el risc de patir càncer pels polisacàrids i proteïnes del quefir tot i que ajuda majoritàriament a pacients en tractament degut a l'efecte sistèmic. Al mateix temps, altres estudis han demostrat en carcinomes i sarcomes que tant els grànuls de quefir com el quefir de llet tenen activitat antineoplàstica. També, s'han trobat beneficis en càncers colorectals, limfòcits T malignes i càncers de mama ja que no provoca efectes secundaris però afecta tant a nivell molecular com cel·lular.

### Aplicacions
Veient tots els beneficis esmentats, existeixen diverses aplicacions pel tractament de malalties. A la Unió Soviètica es va recomanar el consum de quefir per a persones sanes amb desordres metabòlics i gastrointestinals, persones amb hipertensió, IHD, per tal de controlar el pes i algunes al·lèrgies ja que així es redueix el risc de patir-les. A més, s'utilitza per malalties cròniques. Al Japó, en canvi, es va formular un quefir al qual s'addicionaven enzims com ara lipasa o α-amilasa per a controlar i prevenir l'obesitat.
S'ha fet servir pel càncer i pel tractament de la tubercolosi abans de l'aparició de tractaments mèdics moderns, com també ha estat associat el seu consum a la longevitat de les poblacions. Es preveu que a llarg termini sigui un tractament efectiu contra malalties malignes.
D'altra banda, s'ha de tenir en compte que, aproximadament, un de cada quatre americans poden contraure malalties relacionades amb el menjar cada any derivat de patògens com ara Salmonella, Camphylobacter jejuni, E. coli, Listeria monocytogen, S. aureus i C. botulinum. Per tal de combatre aquestes infeccions, es consideren diferents possibilitats per aplicar en la indústria alimentària: la inoculació de bacteris de l'àcid làctic al menjar, la fermentació prèvia de l'aliment amb soques productores de bacteriocines i l'addició de bacteriocines purificades.
En un estudi s'aïllà Lactobacillus lactic cremoris del quèfir de llet per provar l'efecte dels bacteris de l'àcid làctic sobre el menjar evitant així el malbaratament d'aliments i prevenint intoxicacions associades. Aquest bacteri creix a una temperatura òptima de 37 °C, pH 6.5 i 150 rpm d'agitació. Hi ha un metabòlit dels bacteris de l'àcid làctic que és el principal responsable de l'activitat antibacteriana. Es tracta d'una proteïna bacteriocina termotolerant a 100 °C durant una hora. A més, el punt més eficient d'activitat es trobaria al voltant d'un pH d'entre 4.5 i 6.5 mentre que a 8.5 ja no té el mateix efecte. Les bacteriocines serien purificades precipitant amb sulfat d'amoni i recuperades per elució en un 68% en una cromatografia de fase reversa HPLC. Així, es concentren i augmenta la seva activitat.
En ser estables al calor i tolerar condicions àcides ajuden a la prevención de la contaminación d'organismes formadors d'espores i altres bacteris productors d'àcids com alhora controlaria el malbaratament del menjar sent una eina potencial en la indústria alimentària. És útil a diferents temperatures ja que s'ha estudiat tant a 60 °C com a 80 i 100 °C. Es feia servir pediosin com a conservant termoestable però el compost làbil generat per aquests bacteris administrat indirectament amb l'ús dels bacteris, purificant la proteïna o combinant les dues opcions, permet deixar de fer servir aquests conservants químics evitant bacteris patogènics.